# Erika Flores
Erika Flores (* 2. November 1979 in Grass Valley, Kalifornien) ist eine ehemalige US-amerikanische Schauspielerin und Kinderdarstellerin. 
Ihre bekannteste Rolle ist die der Colleen Cooper in der Serie Dr. Quinn – Ärztin aus Leidenschaft. Nach ihrem Ausstieg aus der Serie wurde die Rolle mit Jessica Bowman nachbesetzt.

## Filmografie (Auswahl)
- 1990: Mein lieber John (Dear John, Fernsehserie, 1 Folge)
- 1990: Danielle Steel: Töchter der Sehnsucht (Kaleidoscope, Fernsehfilm)
- 1991: Harrys Nest (Empty Nest, Fernsehserie, Folge 4x10)
- 1991: The Owl (Fernsehfilm)
- 1991: Babyswitch – Kind fremder Eltern (Switched at Birth, Fernsehfilm)
- 1991: Raumschiff Enterprise: Das nächste Jahrhundert (Star Trek: The Next Generation, Fernsehserie, Folge 5x05)
- 1992: Mord ohne Spuren (Bodies of Evidence, Fernsehserie, 1 Folge)
- 1992: Eine starke Familie (Step by Step, Fernsehserie, Folge 1x16)
- 1992: Der Schatten des Mörders (She Woke Up, Fernsehfilm)
- 1993: Die Ninja-Morde von Bel Air (Bloodlines: Murder in the Family, Fernsehfilm)
- 1993: Augen des Todes (Visions of Murder, Fernsehfilm)
- 1993–1995: Dr. Quinn – Ärztin aus Leidenschaft (Dr. Quinn, Medicine Woman, Fernsehserie, 72 Folgen)
- 1996: Soul of the Game (Fernsehfilm)
- 1996: Hilfeschreie aus dem Jenseits (Buried Secrets, Fernsehfilm)
- 1997: The Killing Secret – Jung, reich, gnadenlos (The Secret, Fernsehfilm)
- 1999: Love Boat: The next Wave (Fernsehserie, Folge 2x13)
- 2002: CSI: Miami (Fernsehserie, Folge 1x11)
- 2003: Snitch in New York
- 2007: Quake (Kurzfilm)
- 2009: Dr. House (Fernsehserie, Folge 5x13)